# 1453 - Sultanlar Aşkına
1453 - Sultanlar Aşkına ("1453 - Per la causa del Sultano") è un concept album pubblicato nel 2006 dal musicista turco Can Atilla, ispirato all'Assedio di Costantinopoli del 1453.
Lo stesso argomento verrà ripreso da Atilla in un successivo concept album, 1453 - Fatih Aşkına, pubblicato nel 2012.

## Tracce
Nel "booklet" interno i brani sono riportati con un doppio titolo, in turco e in inglese.
1. Önce güneş tutuldu / First The Sun Was Eclipsed (feat. Ahmet Askoy, voce narrante) (Can Atilla)
2. 1453 Fetih / The Conquest (Can Atilla)
3. Constantinople (Can Atilla)
4. Boğaziçi rüyaları / Bosphorus Dreams (Can Atilla)
5. Yeni hayat/A New Life (Can Atilla)
6. Gülbahar (Can Atilla)
7. Rumeli Hisarı'nın yapılısı / The Building of Rumeli Castle (Can Atilla)
8. Zeynep Hatun'un gizli aşkı / Lady Zeinep's Secret Love (testo: Zeineph Hatun – musica: Ayşe Erdal)
9. Kahramanların hikayesi / The Story Of Heroes (Can Atilla)
10. Bellini portreyi yaparken / A Bellini Drew His Portal (Can Atilla)
11. Ak Şemsettin'in rüyası / Ak Şemsettin's Dream (Can Atilla)
12. Ayasofya yakarişları / Hagia Sophia Prayers (Can Atilla)
13. Velakerna azizeleri / Valekerna Nuns (Can Atilla)
14. Sultanlar Aşkına / For The Love of Sultans (Can Atilla)
15. Sultanlar Aşkına / For The Love of Sultans ([radyo remix]) (Can Atilla)

## Musicisti
- Can Atilla - Tastiera: in tutti i brani tranne 8 e 10;
- Ahmet Baran - qanun: brani 2,9;
- Aslı Gültekin - soprano: brano 6;
- Ayça Dönmez - voce brani 14,15;
- Ayşe Erdal - voce: brani 8,9;
- Başak Güleç - coro: brani 14,15;
- Bayram Coşkuner - oud: brani 8,9
- Berat Tekin - percussioni: brani 2,3,4,5,7,9;
- Bilgin Canaz - ney: brani 1,2,4,9,11,14;
- Burcu Güleç - coro: brani 14,15;
- Cihat Aşkım - violino: brani 3,4,5,7,12;
- Çağatay Akyol - arpa: brani 3,9,10;
- Hakan Elbaşı - oud: brani 4,7,9;
- Mete Yalçin - violino:  brano 14;
- Mikail Gçer - duduk:  brani 5,13;
- Murat Yücel - chitarra ritmica: brano 5;
- Taylan Sarı - violoncello: brano 6.
- Sesim Gökalp - coro: brano 7, voce solista: Sesim Gökalp: brano 13;

## Autori
Tutti i brani sono di Can Atilla tranne "Zeynep Hatun'un gizli aşkı", composto da Ayşe Erdal (musica) e Zeineph Hatun (testo).